# Emily Rios
Emily Rios (Los Angeles, 27 april 1989) is een Amerikaanse actrice.

## Biografie
Rios werd geboren in Los Angeles en groeide op als Jehova's getuige in El Monte.
Rios begon in 2005 met acteren in de korte film For Them, waarna zij nog meerdere rollen speelde in films en televisieseries.

## Filmografie

### Films
Uitgezonderd korte films.
- 2018 If Beale Street Could Talk - als Victoria Rogers
- 2016 Paint It Black - als Pen
- 2016 The Infamous - als Alice Calderon
- 2012 County – als Lucy
- 2011 Big Mommas: Like Father, Like Son – als Isabella
- 2010 Pete Smalls Is Dead – als Xan
- 2010 Love Ranch – als Muneca
- 2009 Down for Life – als Vanessa
- 2009 Vicious Circle – als Angel
- 2009 The Winning Season – als Kathy
- 2007 The Blue Hour – als Happy
- 2006 Quinceañera – als Magdalena

### Televisieseries
Uitgezonderd eenmalige gastrollen.
- 2017-2018 Snowfall - als Lucia Villanueva - 20 afl.
- 2016 From Dusk Till Dawn: The Series - als Ximena Vasconcelos - 6 afl.
- 2015 True Detective – als Betty Chessani – 3 afl.
- 2013-2014 The Bridge – als Adriana Mendez – 24 afl.
- 2010-2013 Breaking Bad – als Andrea Cantillo – 9 afl.
- 2012-2013 Private Practice – als Angela – 3 afl.
- 2009-2011 Men of a Certain Age – als Maria – 12 afl.
- 2010-2011 Friday Night Lights – als Epyck – 4 afl.

### Computerspellen
- 2013 Army of Two: The Devil's Cartel - als Fiona
- 2013 Dead Space 3 - als Damara Carver

- Bibsys: 7018872
- Bibliothèque nationale de France: cb165870722 (data)
- Gemeinsame Normdatei: 1035576953
- International Standard Name Identifier: 0000 0000 5416 7683
- Library of Congress Control Number: no2007027106
- Nationale Bibliotheek van Israël: 987009347812605171
- Nederlandse Thesaurus van Auteursnamen: 339356251
- Système universitaire de documentation: 129503649
- Virtual International Authority File: 7163149
- WorldCat: E39PBJdMhJJ4XJgTbX9KKkHBfq